# Bellas Artes (métro de Santiago)
Pour les articles homonymes, voir Bellas Artes.
Bellas Artes est une station de la Ligne 5 du métro de Santiago, dans la commune de Santiago.

## La station
La station est ouverte depuis 2000.

## Origine étymologique
Son nom est parce qu'il est situé juste en dessous de l'intersection de la rue Monjitas avec la rue Mosqueto.